# Liste der Bodendenkmäler in Büchenbach
Auf dieser Seite sind die Bodendenkmäler in der mittelfränkischen Gemeinde Büchenbach zusammengestellt. Diese Tabelle ist eine Teilliste der Liste der Bodendenkmäler in Bayern. Grundlage ist die Bayerische Denkmalliste, die auf Basis des Bayerischen Denkmalschutzgesetzes vom 1. Oktober 1973 erstmals erstellt wurde und seither durch das Bayerische Landesamt für Denkmalpflege geführt wird. Die folgenden Angaben ersetzen nicht die rechtsverbindliche Auskunft der Denkmalschutzbehörde.

## Bodendenkmäler in Büchenbach
| Lage                  | Objekt                                                                                               | Akten-Nr.     | Bild |
| --------------------- | --- | ------------- | ---- |
| Büchenbach (Standort) | Abschnittsbefestigung des späten Mittelalters oder der Neuzeit.                                      | D-5-6731-0021 |      |
| Büchenbach (Standort) | Siedlung der Bronzezeit.                                                                             | D-5-6732-0003 |      |
| Büchenbach (Standort) | Siedlung vorgeschichtlicher Zeitstellung.                                                            | D-5-6732-0004 |      |
| Büchenbach (Standort) | Siedlung der Steinzeiten.                                                                            | D-5-6732-0008 |      |
| Büchenbach (Standort) | Mittelalterlicher Burgstall.                                                                         | D-5-6732-0011 |      |
| Büchenbach (Standort) | Kirchenstandort und Friedhof des Mittelalters.                                                       | D-5-6732-0013 |      |
| Büchenbach (Standort) | Siedlung der Steinzeiten, Siedlung und Bestattungsplatz der Urnenfelderzeit.                         | D-5-6732-0014 |      |
| Büchenbach (Standort) | Siedlung vor- und frühgeschichtlicher Zeitstellung.                                                  | D-5-6732-0071 |      |
| Büchenbach (Standort) | Siedlung der Metallzeiten.                                                                           | D-5-6732-0086 |      |
| Büchenbach (Standort) | Siedlung der Bronzezeit.                                                                             | D-5-6732-0090 |      |
| Büchenbach (Standort) | Siedlung der Metallzeiten.                                                                           | D-5-6732-0091 |      |
| Büchenbach (Standort) | Siedlung der Steinzeiten.                                                                            | D-5-6732-0092 |      |
| Büchenbach (Standort) | Grabhügel vorgeschichtlicher Zeitstellung.                                                           | D-5-6732-0095 |      |
| Büchenbach (Standort) | Siedlung vorgeschichtlicher Zeitstellung.                                                            | D-5-6732-0097 |      |
| Büchenbach (Standort) | Freilandstation des Mesolithikums.                                                                   | D-5-6732-0098 |      |
| Büchenbach (Standort) | Siedlung vorgeschichtlicher Zeitstellung.                                                            | D-5-6732-0099 |      |
| Büchenbach (Standort) | Siedlung vorgeschichtlicher Zeitstellung.                                                            | D-5-6732-0100 |      |
| Büchenbach (Standort) | Siedlung vorgeschichtlicher Zeitstellung.                                                            | D-5-6732-0170 |      |
| Büchenbach (Standort) | Siedlung vorgeschichtlicher Zeitstellung.                                                            | D-5-6732-0171 |      |
| Büchenbach (Standort) | Mittelalterliche und frühneuzeitliche Befunde im Bereich der Evang.-Luth. Pfarrkirche in Büchenbach. | D-5-6732-0179 |      |
| Büchenbach (Standort) | Kirchenstandort des Mittelalters und der frühen Neuzeit.                                             | D-5-6732-0189 |      |